# 丰塞亚
丰塞亚，是西班牙拉里奥哈自治区的一个市镇。总面积23平方公里，总人口116人（2001年），人口密度5人/平方公里。